# Lepaute (Mondkrater)
Lepaute ist ein Einschlagkrater im Westen der Mondvorderseite, am westlichen Rand der Ebene des Palus Epidemiarum, westlich des Kraters Ramsden.
Der Krater ist unregelmäßig-oval geformt und stark erodiert.
| Buchstabe | Position           | Durchmesser | Link |
| --------- | ------------------ | ----------- | ---- |
| D         | 34,36° S, 36,34° W | 21 km       |      |
| E         | 35,74° S, 35,11° W | 11 km       |      |
| F         | 37,35° S, 34,94° W | 6 km        |      |
| K         | 34,39° S, 34,06° W | 11 km       |      |
| L         | 34,45° S, 35,39° W | 9 km        |      |

Der Krater wurde 1935 von der IAU nach der französischen Astronomin Nicole-Reine Lepaute offiziell benannt.